# Elizabeta Ogrska, poljska vojvodinja
Elizabeta Ogrska (madžarsko Erzsébet, poljsko Elżbieta) iz ogrske dinastije Arpád je bila po poroki z Mješkom III. Starim v letih 1138-1154 velikopoljska vojvodinja žena, * okoli 1228, † 21. julij 1154.
Bila je najstarejši otrok ogrskega kralja Béle II. in Jelene Vukanović. Starševstvo potrjuje več virov, ki se sklicujejo na kronista Jana Długosza. Sodobni viri to zavračajo na podlagi kronoloških podatkov: če je Elizabetin datum poroke pravilen, je morala biti takrat stara med 8 in 9 let, kar je tudi po srednjeveških kriterijih izjemno malo. Balzer zato domneva, da je bila Elizabeta hči princa Álmosa, vojvode Hrvaške in očeta Béle II. Njegovo domnevo potrjujejo tudi drugi viri. Kazimierz Jasiński meni, da je bila Elizabeta hči kralja Štefana II. Primarni viri sicer navajajo, da Štefan II. zaradi svojega razuzdanega življenjskega sloga ni imel preživelih otrok, Jasiński pa se s tem ne strinja in trdi, da ta sporočila izvirajo iz poznejšega obdobja in si ne zaslužijo zaupanja. Upošteval je tudi to, da so kronisti pogosto preskočili rojstvo ženskih potomcev.
Okoli leta 1136 se je Elizabeta poročila z vojvodom Mješkom, sinom poljskega vladarja Boleslava III. Krivoustega. Poroka je bila sklenjena na podlagi dogovora, sklenjenega leto prej v Merseburgu. Dve leti pozneje (28. oktobra 1138) je vojvoda Boleslav III. umrl in v oporoki je Mješku zapustil Velikopoljsko.
Elizabeta je v zakonu z Mješkom III. rodila pet otrok: sinova Odona in Štefana in hčerke  Elizabeto, vojvodinjo Češke in mejno grofico Lužice, Vjerhoslavo Ljudmilo, vojvodinjo Lorene, in Judito, vojvodinjo Saške in grofico Anhalta.
Umrla je leta 1154, stara šestindvajset let.